# Melanocanthon punctaticollis
Melanocanthon punctaticollis là một loài bọ cánh cứng trong họ Bọ hung (Scarabaeidae).